# Gliese 215
Gliese 215 is een oranje dwerg met een spectraalklasse van K7.V. De ster bevindt zich 44,01 lichtjaar van de zon.